# Löschpulver

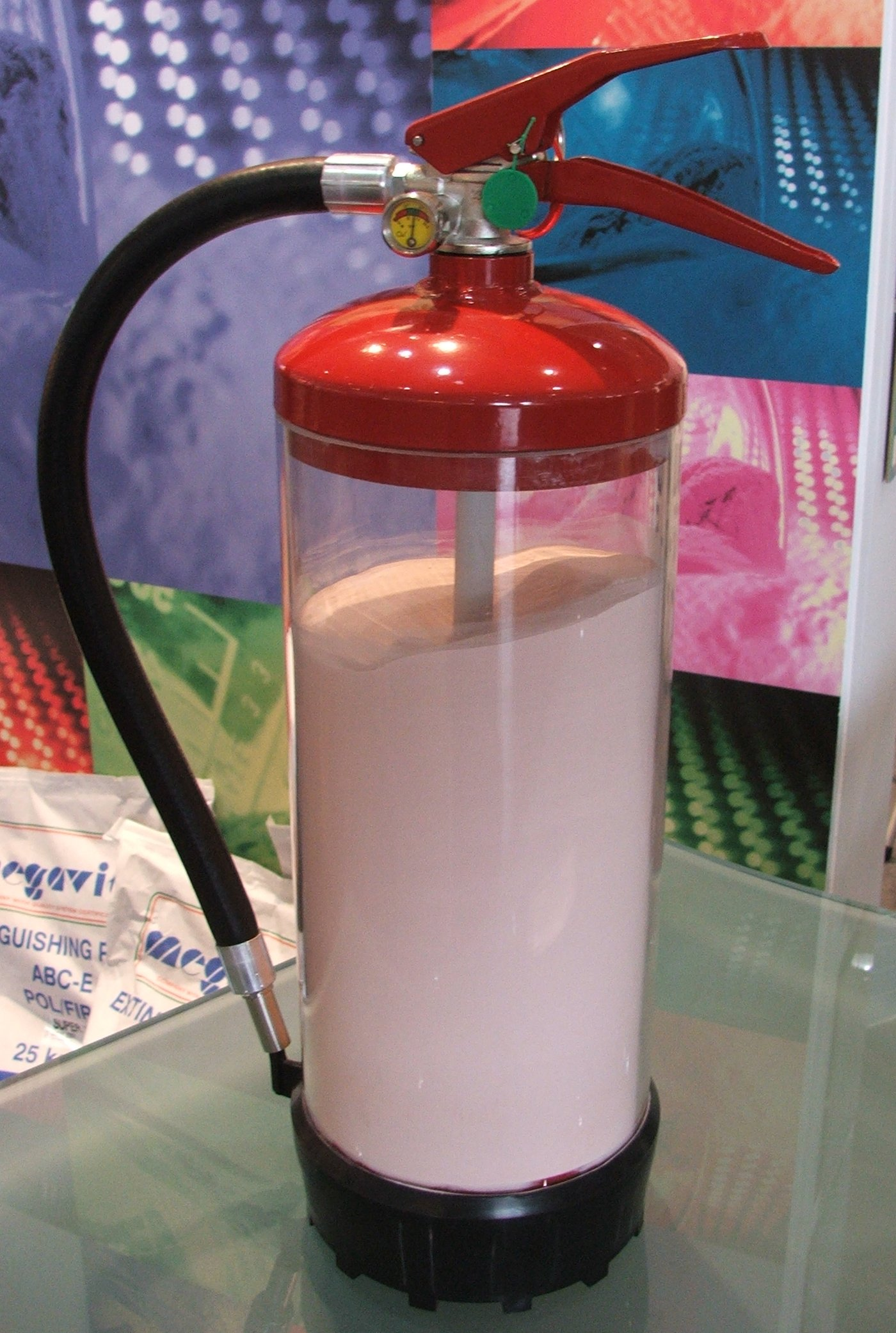
Transparenter Feuerlöscher mit Löschpulver gefüllt für Schulungszwecke

Als Löschpulver bezeichnet man Trockenlöschmittel in Pulverform (sehr fein zerteilter Feststoff) zur Brandbekämpfung.

## Allgemein
Löschpulver gibt es für die Brandklassen B und C (sog. Normallöschpulver und Hochleistungslöschpulver), A, B und C (sog. ABC-Pulver oder Glutbrandlöschpulver) sowie D (sog. Metallbrandlöschpulver, Metallbrandpulver, oder M-Pulver).
Umgangssprachlich wird der Wortbestandteil „lösch“ oft weggelassen, so dass beispielsweise von BC-Pulver die Rede ist.
Neben den – je nach Typ unterschiedlichen – Hauptbestandteilen enthalten Löschpulver Zusatzstoffe für bessere Rieselfähigkeit und zur Hydrophobierung. Zur Hydrophobierung wurden früher Alkali- und Erdalkalistearate verwendet, während heute eher Zuschlagstoffe auf Silikonbasis verwendet werden.

### Verwendung
Löschpulver wurden im 20. Jahrhundert entwickelt. Die weiteste Verbreitung hat Löschpulver in Handfeuerlöschern erfahren. Weiterhin wird Löschpulver auch von Feuerwehren – oft in größeren Gebinden zu 250 kg oder 750 kg – vorgehalten.
Insbesondere bei großen (Werk-)Feuerwehren gibt es auch Fahrzeuge, die Löschpulver in größeren Mengen als primäres Löschmittel transportieren (siehe TroLF bzw. SLF). Auch in stationären Anlagen, wo ein schlagartiges Löschen von Flammenbränden notwendig ist, kommt Löschpulver zum Einsatz. Besonders in Firmen werden auch fahrbare Pulverlöscher mit 50 kg Inhalt verwendet.
Vorsicht ist beim kombinierten Einsatz mit Löschschaum geboten: Viele Pulver zersetzen den Schaum schnell und nachhaltig. Zum Einsatz mit Schaum gibt es spezielle schaumverträgliche Löschpulver, die häufig mit dem Kürzel „SV“ (für „schaumverträglich“) versehen sind.
Löschpulver sind grundsätzlich in den verschiedensten Farben erhältlich, die jedoch keine Rückschlüsse z. B. auf den Typ zulassen. Meist handelt es sich um Unterscheidungsmerkmale, die verschiedene Produkte im Programm eines Herstellers leichter unterscheidbar machen. Es gibt weiße Löschpulver und solche in Pastelltönen (Gelb, Hellblau, Rosa) bis hin zu intensiven Färbungen (z. B. tiefes Blauviolett).

### ABC-Löschpulver
ABC-Pulver wurde in den 1950er Jahren als universelles Löschmittel für alle häufiger auftretenden Brandklassen entwickelt.
Es ist das einzige Löschmittel, das die Brandklassen A, B und C abdeckt. Darüber hinaus ist es gut lagerfähig und besitzt eine hohe Löschwirkung.
Es ist in den meisten Handfeuerlöschern enthalten. Theoretisch könnte man ABC-Pulver auch in stationären Anlagen und größeren mobilen Gebinden einsetzen, dort kommt jedoch meist BC-Löschpulver zum Einsatz, da derartige Anlagen in der Regel mit dem Schwerpunkt einer Brandbekämpfung der Brandklassen B und C eingesetzt werden.
ABC-Pulver besteht überwiegend aus feinst vermahlenem Ammoniumdihydrogenphosphat und Ammoniumsulfat.
Die Hauptlöschwirkung des ABC-Löschpulvers beruht bei Flammenbränden (Brandklassen B, C, teilweise auch A) auf dem sogenannten antikatalytischen Löscheffekt, bei Glutbränden der Brandklasse A bildet sich durch das schmelzende Löschpulver zusätzlich eine vom Sauerstoff trennende Sinterschicht auf dem heißen Brandgut.

### BC-Löschpulver
Das ursprüngliche Löschpulver auf Natriumhydrogencarbonatbasis (Backsoda) wird heute oft als Standardlöschpulver bezeichnet. Es gibt auch Löschpulver auf Basis von Kaliumsulfat und sogenannte Hochleistungslöschpulver, die meist auf Kaliumhydrogencarbonat beruhen (z. B. Purple K).
BC-Löschpulver haben gegen Brände der Brandklassen A und D keine nennenswerte Löschwirkung. Bei Bränden der Brandklasse D (Metallbränden) kann es sogar zu einer Zersetzung des Pulvers kommen.
Brände der Brandklasse F (Speisefettbrände) können zwar u. U. kurzzeitig gelöscht werden, ein Schutz gegen Wiederaufflammen nach Abnahme der Löschmittelkonzentration in der Umgebungsluft ist jedoch nicht sichergestellt.
BC-Löschpulver werden praktisch nur dort in größeren Mengen vorgehalten und eingesetzt, wo spezielle Risiken der Brandklassen B und C gegeben sind, beispielsweise in der chemischen und petrochemischen Industrie, oder der Brandschutz bei nicht genauer bekannten Risiken sicherzustellen ist (beispielsweise der sog. Dreifachbrandschutz im Gefahrguteinsatz der Feuerwehren).
Bei Löschpulver, das bei öffentlichen Feuerwehren in sog. „Pulverkugeln“ oder anderen mobilen Pulverlöschanlagen eingesetzt wird, handelt es sich meist um BC-Pulver.
Die Hauptlöschwirkung des BC-Löschpulvers wird erreicht durch den antikatalytischen Löscheffekt.

### D-Löschpulver

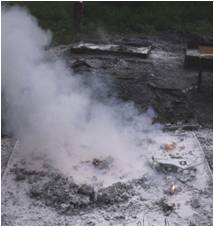
Löschen eines Magnesium-Brandes mit Metallbrandlöschpulver

D-Löschpulver (auch: Metallbrandpulver, Metallbrandlöschpulver, M-Pulver) sind das einzige genormte Löschmittel für Metallbrände. Sie bestehen in der Regel hauptsächlich aus feinst vermahlenen Alkalichloriden (häufig Natriumchlorid). Besonderes Merkmal ist die hohe Reaktions- und Temperaturstabilität.
D-Pulver wird in Handfeuerlöschern zu 12 kg, fahrbaren Löschern zu 50 kg oder größeren Behältern eingesetzt. Die Ausbringung erfolgt sehr weich und drucklos mit einer speziellen Pulverbrause, um die ggf. vorhandene Metallschmelze vorsichtig mit einer luftdichten Schicht abdecken zu können, die zu einer Sinterschicht zusammenbacken soll.

## Löschtaktik beim Löschen mit Pulver
Beim Löschen ist zu beachten, dass sich die Taktik zum Löschen je nach Brandklasse unterschiedlich gestaltet:
- Brände der Brandklasse A werden durch eine möglichst geschlossene Pulverschicht auf dem Brandgut gelöscht. Dazu empfiehlt sich die Abgabe in kurzen, weichen Pulverstößen, um die Entstehung einer schwebenden Pulverwolke möglichst zu umgehen.
- Flammenbrände der Brandklassen B und C erfordern eine komplette innige Durchmischung der Flammen mit der Pulverwolke. Daher ist die Flamme mit der Pulverwolke komplett einzuhüllen – was einen gewissen Abstand zum Brandgut erfordert, damit sich die Pulverwolke entwickeln kann. Eine Unterbrechung der Applikation kann unter Umständen den Löscherfolg gefährden. Bei Brandgut der Brandklasse B ist die folgende Rückzündungsgefahr größer als beispielsweise bei der Anwendung von Schaum, da das Pulver das Brandgut nicht vom umgebenden Luftsauerstoff trennt.
- Brände der Brandklasse C werden in der Regel nur gelöscht, wenn dies nicht zu vermeiden ist – ansonsten entsteht durch das unverbrannt ausströmende Gas in vielen Fällen unweigerlich eine explosive Atmosphäre.
- Beim Löschen von Bränden an elektrischen Anlagen sind vorgeschriebene Mindestabstände einzuhalten, entsprechende Hinweise finden sich auf dem Feuerlöscher. Der Abstand für Haushalts- und Pkw-übliche Spannungen unter 1000 Volt beträgt in der Regel 1 Meter.

## Nebenwirkungen

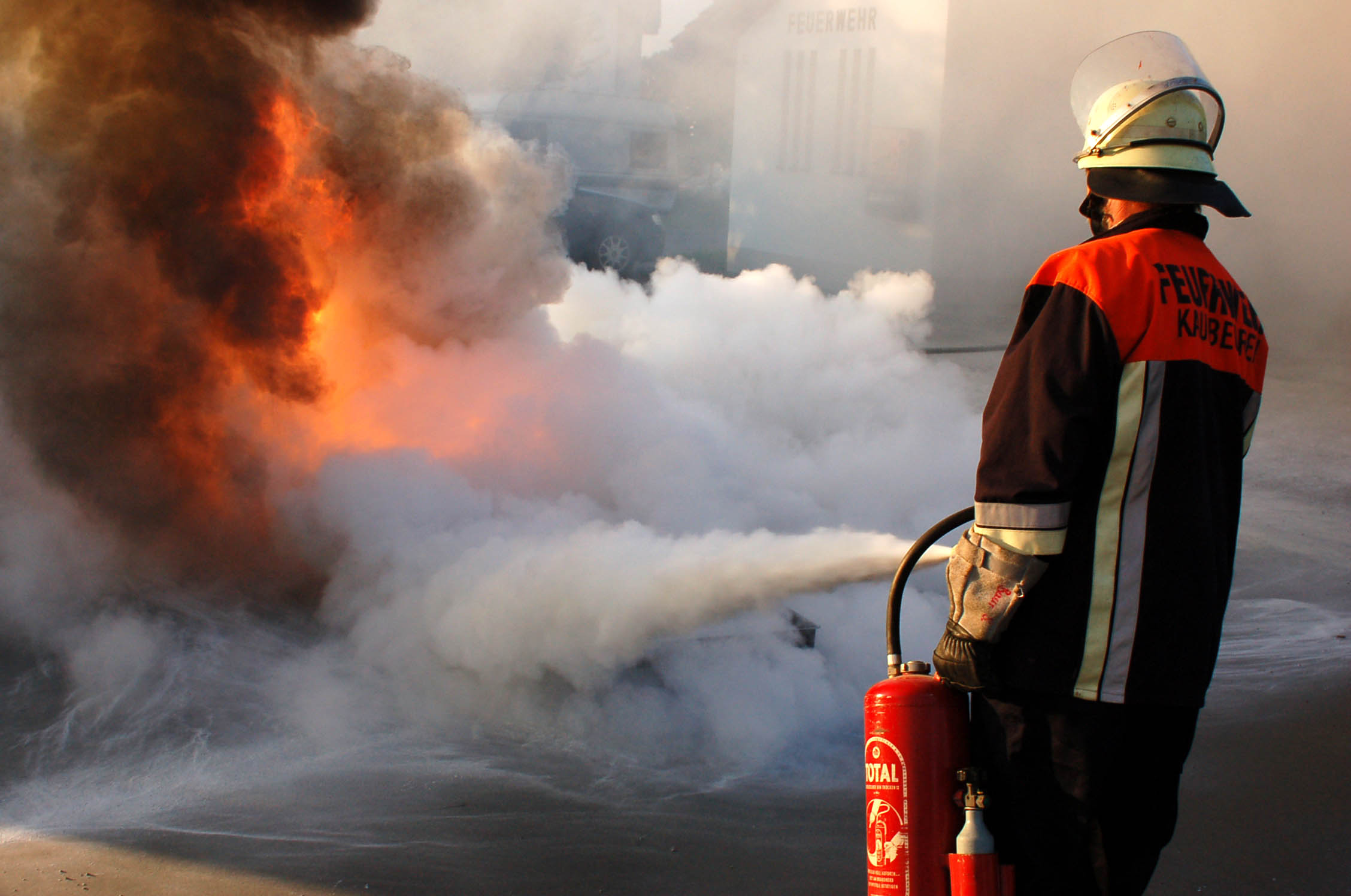
Pulverfeuerlöscher in Benutzung

Löschmittelschäden treten vor allem auf, weil das Pulver durch die entstehende Pulverwolke aus Löschsalzen weit über den Brandherd hinausgetragen wird und sich praktisch in jeder Ritze und jedem Winkel absetzt.
Auf Grund seiner Eigenschaften als Salzgemisch kann es durch diese Ablagerungen in Verbindung mit (Luft-)Feuchtigkeit zu starken Korrosionsschäden kommen. Diese Korrosionsschäden treten manchmal erst nach mehreren Wochen oder Monaten auf, je nach Luftfeuchtigkeit und Menge des Löschpulvers.
Ein weiterer Nachteil von Pulver als Löschmittel ist die entstehende Pulverwolke und die daraus resultierende Sichtbehinderung. Aus diesem Grund ist der Einsatz in geschlossenen Räumen nur bedingt möglich, und es sollte immer entsprechend auf Menschenmengen und mögliche Fluchtwege geachtet werden.